# Molla Wagué
Molla Wagué (Vernon, 21 februari 1991) is een Malinees voetballer die bij voorkeur als centrale verdediger speelt. Hij verruilde Granada CF in juli 2017 voor Udinese. Wagué debuteerde in 2013 in het Malinees voetbalelftal.

## Clubcarrière
Wagué trok op vijftienjarige leeftijd naar de jeugdacademie van SM Caen. Daarvoor speelde hij bij FC Les Andelys, FC Romilly Pont St.-Pierre en FC Rouen. Op 6 november 2011 debuteerde de verdediger in de Ligue 1 tegen Dijon FCO. Hij viel aan de rust in voor Thomas Heurtaux, die later ook zijn ploegmaat werd bij Udinese. Twee weken later maakte de Malinees zijn eerste competitiedoelpunt tegen AC Ajaccio. In juli 2014 tekende hij bij Granada CF, dat besloot om Wagué tijdens het seizoen 2014/15 uit te lenen aan Udinese. Op 21 december 2014 debuteerde hij in de Serie A tegen UC Sampdoria. Op 8 maart 2015 maakte de Malinees international zijn eerste doelpunt in de Serie A, tegen Torino.

## Interlandcarrière
Wagué debuteerde in 2013 voor Mali. Op 25 maart 2015 maakte hij in de vriendschappelijke interland tegen Gabon zijn eerste interlanddoelpunt.